# Joan Clarke
Joan Elisabeth Lowther Murray, MBE (geboren Clarke; West Norwood 24 juni 1917 – Headington 4 september 1996) was een Brits wiskundige, cryptoanalist en numismaat vooral bekend door haar werk als codebreker in Bletchley Park tijdens de Tweede Wereldoorlog. Hoewel ze de schijnwerpers niet opzocht leverde haar bijdrage tot het Enigma project dat geheime communicatie van Nazi-Duitsland decodeerde haar verschillende prijzen en vermeldingen op zoals Member of the Order of the British Empire (MBE) in 1946.

## Jeugd en opleiding
Joan Elisabeth Lowther Clarke werd geboren op 24 juni 1917 in West Norwood, Londen, Engeland. Zij was het jongste kind van Dorothy (geboren Fulford) en de predikant William Kemp Lowther Clarke. Ze had drie broers en een zus.
Clarke ging naar de Dulwich High School for Girls in Zuid-Londen en won in 1936 een beurs voor Newnham College aan de Universiteit van Cambridge, waar ze een dubbele eerste graad in de wiskunde behaalde en een Wrangler was. Haar werd een volledige graad onthouden, omdat Cambridge deze tot 1948 alleen aan mannen toekende.
Joans wiskundige vaardigheden werden ontdekt door Gordon Welchman in een kandidaatscollege meetkunde in Cambridge. Welchman was een van de top vier wiskundigen die in 1939 werden aangetrokken om de decodeeroperaties in Bletchley Park te begeleiden. Hij rekruteerde haar om bij hem te werken aan de 'Government Code and Cypher School' (GCCS).
Deze GCCS werd in 1939 opgericht met slechts één doel: het breken van de Duitse Enigma Code. De Enigma was een machine die de Duitsers hadden uitgevonden om hun berichten perfect te versleutelen. Clarke begon in Bletchley Park op 17 juni 1940 in een groep vrouwen ("The Girls") die voornamelijk routinematig administratief werk deden. Toen was cryptologie geen vrouwenwerk. Volgens Clarke was er maar één andere vrouwelijke cryptoloog op Bletchley Park.

## Carrière

### Codekraker op Bletchley Park
Ze werkte in Bletchley Park in de afdeling "Hut 8" en werd al snel de enige vrouwelijke gebruiker van Banburismus, een cryptanalytisch proces ontwikkeld door Alan Turing om de Bombe te vervangen. (De Bombe was een elektromechanisch apparaat waarmee Welchman en Turing gecodeerde Duitse berichten tijdens de Tweede Wereldoorlog ontcijferden.) Hoewel Clarke dezelfde positie had als haar mannelijke collega's, kreeg ze als vrouw minder loon. Haar eerste promotie was tot Linguist Grade, die was ingevoerd om haar extra loon te geven, hoewel ze geen andere taal sprak. Deze promotie was een erkenning van de zwaarte van haar werk en haar bijdragen aan het team.
In 1941 kregen de Geallieerden Duitse trawlers in handen met codeerapparatuur en codes aan boord. Eerder brachten de Duitsers met hun roedeltactiek van onderzeeërs tussen maart en juni 1941 282.000 ton Geallieerde schepen per maand tot zinken. Tegen november 1941 konden Clarke en haar team dit terugbrengen tot 62.000 ton. Hugh Alexander, hoofd van Hut 8 van 1943 tot 1944, beschreef haar als "een van de beste banburisten in de sectie". Alexander zelf werd beschouwd als de beste banburist. Hij en I. J. Good vonden het proces eerder een intellectueel spel dan een baan. Het was "niet gemakkelijk genoeg om triviaal te zijn, maar niet moeilijk genoeg om een zenuwinzinking te veroorzaken".
Clarke werd plaatsvervangend hoofd van Hut 8 in 1944, hoewel ze als vrouw niet hoger in de hiërarchie kon opklimmen en minder werd betaald dan mannen met dezelfde positie.
In het voorjaar van 1941 ontwikkelde Clarke een hechte vriendschap met haar collega Alan Turing uit Hut 8. Turing en Clarke hadden elkaar eerder ontmoet omdat hij een vriend was van de oudere broer van Clarke. Een tijd waren ze onafscheidelijk, Turing regelde het dienstrooster zo dat ze konden samenwerken en daardoor brachten ze veel vrije dagen samen door. Na een tijdje vroeg Turing Clarke ten huwelijk en zij stemde toe. Hij stelde haar voor aan zijn familie. Tot ontsteltenis van Clarke vertelde Turing haar een paar dagen na zijn aanzoek over zijn twijfels over hun huwelijk omdat hij homoseksuele neigingen had, maar toch bleven Clarke en Turing verloofd. In de late zomer van 1941 eindigde hun verloving met wederzijdse instemming, omdat Turing dacht dat hun huwelijk een mislukking zou worden. Clarke gaf later toe dat ze Turings homoseksualiteit al een tijdje vermoedde.
Clarke en Turing bleven goed bevriend tot zijn dood in 1954. Ze deelden vele hobby's en leken op elkaar.

### Na de oorlog
Na de oorlog werkte Clarke voor het Government Communications Headquarters (GCHQ). In 1947 ontmoette ze er luitenant-kolonel John Kenneth Ronald Murray, een gepensioneerde legerofficier die in India had gediend. Ze trouwden op 26 juli 1952 in de Kathedraal van Chichester. Kort na hun huwelijk trok John Murray zich terug uit GCHQ wegens zijn slechte gezondheid en het paar verhuisde naar Crail in Schotland. Ze keerde terug naar het GCHQ in 1962, waar ze bleef werken tot ze in 1977 met pensioen ging op 60-jarige leeftijd.
Na de dood van haar man in 1986 verhuisde Clarke naar Headington, Oxfordshire, waar ze haar onderzoek in de numismatiek voortzette. In de jaren tachtig hielp ze Sir Harry Hinsley met de Bijlage bij volume 3, deel 2 van British Intelligence in the Second World War. Ze assisteerde ook historici bij het bestuderen van het breken van oorlogscodes in Bletchley Park. Vanwege de aanhoudende geheimhouding door cryptoanalisten blijft de volledige omvang van haar prestaties onbekend.

### Interesse in numismatiek
Nadat ze haar echtgenoot had ontmoet, die had gepubliceerd over de Schotse munten van de 16e en 17e eeuw, kreeg Clarke belangstelling voor numismatische geschiedenis. Ze bepaalde de volgorde van de complexe reeks gouden eenhoorn en zware groatmunten die in Schotland circuleerden tijdens de regeerperiode van James III en James IV. In 1986 werd haar onderzoek erkend door de British Numismatic Society, die haar de Sanford Saltus Gold-medal toekende. Nummer 405 van de Numismatic Circular beschreef haar artikel over het onderwerp als "magistraal".

## Privéleven
Er is weinig bekend over de persoonlijke interesses van Clarke of over haar privéleven. Volgens Kerry Howard, die in opdracht het leven van vrouwelijke codebrekers tijdens de Tweede Wereldoorlog onderzocht, was Joan Clarke zeer teruggetrokken. Een van haar buren zei dat ze nooit over haar achtergrond had gesproken en dat ze behoorlijk onhandig was in de omgang. Het was moeilijk om haar te leren kennen, en daardoor is er weinig bekend over haar privéleven. Wel is bekend dat Clarke haar hele leven hobby's had die passies werden, zoals plantkunde, schaken en breien.

## Dood
Op 4 september 1996 overleed Joan Clarke thuis in Headington.

## Verfilming
Clarke werd door Keira Knightley gespeeld in de film The Imitation Game (2014), met Benedict Cumberbatch als Alan Turing. De nicht van Turing, Inagh Payne, beschreef Clarke als "tamelijk gewoontjes" en vond dat Knightley ten onrechte als Clarke was gecast. Biograaf Andrew Hodges bekritiseerde ook de film en stelde dat het script de relatie met Joan overdreven heeft.
Een artikel van BBC-journalist Joe Miller stelde echter dat Clarkes verhaal 'vereeuwigd' is. Volgens regisseur Morten Tyldum laat de film zien hoe Clarke succes had in haar vak al werkte ze in een tijd 'waarin intelligentie niet echt gewaardeerd werd bij vrouwen'.